# Badland (jeu vidéo)
Pour les articles homonymes, voir Badlands.
Badland (stylisé BADLAND) est un jeu vidéo d'action développé et édité par Frogmind Games, sorti en 2013 sur Windows, Mac, Linux, Wii U, PlayStation 3, PlayStation 4, Xbox One, PlayStation Vita, iOS, Android, BlackBerry 10, Windows Phone et Kindle Fire.
Il a pour suite Badland 2 (en) sorti en 2015.

## Système de jeu
C'est un jeu vidéo à défilement horizontal.

## Accueil
- Canard PC : 8/10[1]
- Destructoid : 9/10[2]
- GamesRadar+ : 2,5/5 (Game of the Year Edition)[3]
- Gamezebo : 4/5[4]
- Jeuxvideo.com : 17/20[5] - 16/20 (Game of the Year Edition)[6]
- Pocket Gamer : 6/10[7]
- TouchArcade : 4,5/5[8]